# Lipovac (gmina Srebrenica)
Lipovac (cyr. Липовац) – wieś w Bośni i Hercegowinie, w Republice Serbskiej, w gminie Srebrenica. W 2013 roku liczyła 31 mieszkańców.